# Костылева, Пелагея Даниловна
Пелагея Даниловна Костылева (Смирнова) (21 декабря 1927 года, деревня Митьково, Бельский район, Тверская область, РСФСР, СССР  — 2 января 2015 года,  Краснотурьинск, Свердловская область, Российская Федерация) — советский передовик металлургической промышленности, дробильщица Богословского алюминиевого завода, Герой Социалистического Труда (1971 год).

## Биография
Родилась 21 декабря 1927 года в деревне Митьково Смоленской области, ныне деревня входит в Бельский район Тверской области. В 1942 году семья была эвакуирована на Урал, в Кировград, где в 1943 году Пелагея закончила Кировградское ремесленное училище. Своё обучение (9-10 класс) заканчивала в 1950-х годах в вечерней школе Краснотурьинска.
С лета 1943 года, в возрасте 15 лет Пелагея начала работать на Богословском алюминиевом заводе Краснотурьинска. С 1944 года работала на участке выщелачивания 1 глиноземного цеха слесарем-ремонтником. Работала на различных рабочих специальностях: на насосах, на транспортерах, на шлакоудалении. Последние десять лет трудовой деятельности была дробильщицей спека. В 1976 году вышла на пенсию. После выхода на пенсию работала мастером в 103-м училище Краснотурьинска.

## Награды
- 30.03.1971 — звание Герой Социалистического Труда с золотой медалью Серп и Молот и орден Ленина;
- Медаль «В ознаменование 100-летия со дня рождения Владимира Ильича Ленина»;
- Медаль «За трудовую доблесть» (26 апреля 1963 года) — за активное участие в движении за коммунистический труд и в работе общественных      самодеятельных организаций трудящихся, инициативу и новаторство в изыскании и использовании резервов народного хозяйства[4]
- Медаль «Ветеран труда»;
- 24.11.1984 — звание «Почетный гражданин Краснотурьинска».